# Phrynomantis annectens
Phrynomantis annectens är en groddjursart som beskrevs av Werner 1910. Phrynomantis annectens ingår i släktet Phrynomantis och familjen Microhylidae. IUCN kategoriserar arten globalt som livskraftig. Inga underarter finns listade i Catalogue of Life.